# تومواكي ماينو
تومواكي ماينو (前野智昭 ماينو تومواكي) هو مؤدي أصوات ياباني ولد في 26 مارس 1982 في إيباراكي.

## أدواره في الأنمي

### مسلسلات أنمي تلفزيونية
- تسوريدوري تشيلدرن - تاكيرو غودا
- أناذر - ناويا تيشيغاوارا
- فراكتال - دياس
- الأرجوحة الطائرة - سوزوكي
- ناروتو شيبودن - ناغاتو (أيام الطفولة)
- توريكو - يو
- أماغامي SS - جونيتشي تاتشيبانا
- أماغامي SS+ plus - جونيتشي تاتشيبانا
- كوباتو. - كيوكازو فوجيموتو
- غا-راي زيرو - تورو كانزي
- B غاتا H كي - كييتشي كانيجو
- حرب المكتبة - أتسوشي دوجو
- ميد ساما! - كانادي ماكي
- خادم الصفر F - مادارف
- حماس كرة القدم - أكيرا كاغيورا
- سيكاي-إيتشي هاتسوكوي - كو يوكينا
- لوغ هورايزون - ناوتسوغو
- كارنفال - كيهارو
- باكوجان - فولت
- M3 الفولاذ الأسود - إيواتو ناميتو
- الخادم الأسود Book of Circus - تشارلز فيبس
- يونا فتاة الفجر - هاك
- أص الديناري - ماساتوشي هارادا
- هايكيو!! - ماكوتو شيمادا
- هايكيو!! الموسم الثاني - ماكوتو شيمادا
- هايكيو!! ثانوية كاراسونو في مواجهة أكاديمية شيراتوريزاوا - ماكوتو شيمادا
- وورلد تريغر - ريجي كيزاكي
- يواموشي بيدال - جويتشي فوكوتومي
- يواموشي بيدال GRANDE ROAD - جويتشي فوكوتومي
- يواموشي بيدال NEW GENERATION - جويتشي فوكوتومي
- يواموشي بيدال GLORY LINE - جويتشي فوكوتومي
- ديث باريد - ديكيم
- سيراف النهاية - كوريتو هيراغي
- سيراف النهاية: معركة ناغويا - كوريتو هيراغي
- دورارارا!! ×2 المنتصف - ناكورا
- كيزناييفر - هاجيمي تينغا
- أونميوجي نجم التوأم - ريوغو ناغيتسوجي
- أنا ساكاموتو - موريتا
- متاعب سايكي كوسوؤو - ماكوتو تيروهاشي/تورو موغامي
- البدلة المتنقلة جاندام: أيتام الدم الحديدي - إيسوروغي كاميتشي
- توكين رانبو: هانامارو - يامانباغيري كونيهيرو
- توكين رانبو: هانامارو: الموسم الثاني - يامانباغيري كونيهيرو
- كاتسوغيكي: توكين رانبو - يامانباغيري كونيهيرو
- يوري أون آيس - ميكيلي كريسبينو
- أكا: قسم التفتيش الخاص بالقطاع 13 - نوت
- هاكاتا تونكوتسو رامنز - خوسيه مارتينيز
- هاكيو هوشين إنغي - بونتشو
- طريق السعادة في ألعاب الإنترنت - هوماري كويواي
- باتلرز - أكيرا تاتشيبانا
- سيتروس - شو آيهارا
- جوشينكي باندورا - ليون راو
- أكاديمية جليسي الأطفال - يوشيهيتو أوسايدا
- كاليغولا - إيزورو مينيزاوا (الصوت الثاني)
- الخلايا تعمل! - خلية دم بيضاء
- إعادة تجسيدي في هيئة هلام - فيلدورا
- بليند إس - دينو
- يوغي ZEXAL - السيد كي، أوربيتال 7
- مغامرة جوجو الغريبة: الرياح الذهبية - سكوالو
- سورا نو مانيماني - ساكو أوياغي
- فيري غون - فري أندابا
- دكتور ستون - كينرو
- دريفتنغ دراغونز - ميكا
- داي الشجاع (2020) - كروكوداين
- بلاتينوم إيند - هاجيمي سوكوتاني

### أنمي الإنترنت
- ذا كينغ أوف فايترز: ديستني - كيو كوساناغي

### أفلام أنمي
- ديث بيلياردز - الساقي
- فيلم يواموشي بيدال - جويتشي فوكوتومي
- يواموشي بيدال SPARE BIKE - جويتشي فوكوتومي
- فيلم ترينيتي سفن: "هيفنز لايبراري" و "كريمزون لورد" - آبيس ترينيتي

## أدواره في ألعاب الفيديو
- ستريت فايتر X تيكن - هوورانغ
- ناروتو شيبودن: كيزونا درايف - يوميتو هيراساكا
- ذا كينغ أوف فايترز XIV - كيو كوساناغي
- غينشين إمباكت - جونغلي

## أدواره في الدبلجة اليابانية
- سبايدرمان المذهل - بيتر باركر/سبايدرمان
- سبايدرمان المذهل 2 - بيتر باركر/سبايدرمان
- شباب العدالة - كيد فلاش
- روبي - سن ووكونغ

## وصلات خارجية
- تومواكي ماينو على موقع IMDb (الإنجليزية)
- تومواكي ماينو على موقع ميوزك برينز (الإنجليزية)
- تومواكي ماينو على موقع قاعدة بيانات الفيلم (الإنجليزية)
- تومواكي ماينو على موقع ANN person (الإنجليزية)